# Digam
Digam (nep. दिगम) – gaun wikas samiti w zachodniej części Nepalu w strefie Lumbini w dystrykcie Gulmi. Według nepalskiego spisu powszechnego z 2001 roku liczył on 1048 gospodarstw domowych i 4812 mieszkańców (2695 kobiet i 2117 mężczyzn).